# 松新駅
松新駅（ソンシンえき、朝: 송신역）は、朝鮮民主主義人民共和国の平壌市寺洞区域にある、朝鮮民主主義人民共和国鉄道省が管轄する鉄道駅である。

## 隣の駅
鉄道省
平徳線
東平壌駅 - 松新駅 - 美林駅